# Goush Emounim
Le Goush Emounim (hébreu : גוש אמונים, Bloc [des] fidèles) est un mouvement politique et messianique israélien fondamentaliste d'extrême droite qui justifie la création  en Cisjordanie, territoire palestinien occupé, de colonies juives illégales au regard du droit international au nom d'un impératif religieux.  Bien que n'étant pas fondé de manière formelle comme organisation jusqu'en 1974 après la guerre du Kippour, le Goush Emounim émergea des conquêtes de la guerre des Six Jours de 1967, encourageant la colonisation de terres obtenues en se basant sur la croyance que, selon la Torah, Dieu la donna au Peuple juif. Même si le mouvement n'existe plus officiellement, son influence reste perceptible dans la société israélienne,, tandis que le peuplement juif est devenu important en Cisjordanie.

## Affiliations politiques
Le Goush Emounim était étroitement associé avec, et très influent auprès, du Parti national religieux (PNR). Ses membres (repris par les médias israéliens) se surnommaient eux-mêmes les Ne'emanei Eretz Yisrael (hébreu : נאמני ארץ ישראל), « ceux qui sont loyaux à la Terre d'Israël ».

## Histoire
Le Goush Emounim fut fondé par les étudiants du rabbi Zvi Yehouda Kook en février 1974 dans le salon de Haim Drukman,, qui est aussi crédité du nom de baptême du mouvement. En plus de Haim Drukman, le noyau idéologique et politique comprenait également d'autres disciples comme Hanan Porat, Moshe Levinger, Shlomo Aviner, Eleazar Waldman, Yoel Ben-Nun et Yaacov Ariel. Zvi Yehouda Kook demeura le chef du mouvement jusqu'à sa mort en 1982.
Porteur de l'enseignement du Rav Kook qui avait produit le premier système philosophique original de la Palestine juive, ce mouvement de sionistes religieux ne parvint cependant pas à engendrer un réveil idéologique en Israël face au déclin de l'idéologie sioniste travailliste. L'effort matériel exigé par la construction et la défense de localités juives au cœur de la Cisjordanie occupée, et le retrait du Sinaï puis de Gaza de milliers de Juifs avec destruction de leurs biens, exploitations agricoles, usines et écoles, ont aussi démotivé,. Reste que les colonies israéliennes en Cisjordanie (Judée-Samarie) comptent plus de 100 000 Juifs dès 1992 et plus de 470 000 en 2022.